# Martin Enholm
Martin Enholm, född 7 februari 1965, är en svensk före detta friidrottare (medeldistanslöpare). Han tävlade för IFK Lidingö. 